# Уагадугуское соглашение (2007)
Уагадугуское соглашение (фр. Accord de Ouagadougou) — мирный договор, подписанный 4 марта 2007 года между президентом Кот-д’Ивуара Лораном Гбагбо и лидером группировки «Новые силы» Гийомом Соро в городе Уагадугу (Буркина-Фасо). Документ положил конец Первой Ивуарийской войне. Соглашение было четвёртой по счёту мирной инициативой по урегулированию конфликта. Договор обязывал стороны прекратить огонь, демонтировать буферную зоны между севером и югом страны, начать подготовку к президентским выборам. Главарь мятежников Соро получал должность премьер-министра. В свою очередь его бойцы должны были разоружиться (всего 40 тысяч повстанцев сложили оружие). 
В отличие от предыдущих соглашений, заключённых при посредничестве Франции и ЮАР, это было заключено в результате прямых переговоров между повстанцами и властями Кот-д’Ивуара.
Некоторую выгоду от заключения мирного договора получил президент Буркина-Фасо Блез Компаоре, который смог зарекомендовать себя как влиятельный политик в Западной Африке. Кроме того, это решило ряд проблем для его страны: внешняя торговля остановилась в результате гражданской войны в соседнем государстве, так как большая часть её осуществлялась через ивуарийской порт Абиджан. В результате импортные товары стали значительно дороже, но после прекращения боевых действий ситуация наладилась.